# Sabrina Paravicini
Pour les articles homonymes, voir Paravicini.
 (février 2025).
Si vous disposez d'ouvrages ou d'articles de référence ou si vous connaissez des sites web de qualité traitant du thème abordé ici, merci de compléter l'article en donnant les références utiles à sa vérifiabilité et en les liant à la section « Notes et références ».
Sabrina Paravicini, née le 30 juin 1970 à Morbegno dans la région de la Lombardie en Italie, est une actrice, scénariste, romancière et réalisatrice italienne.

## Biographie
Sabrina Paravicini naît à Morbegno en 1970.
En 1991, elle obtient un rôle récurrent dans la série télévisée Cristina, l'Europa siamo noi de Francesco Vicario (it). Elle débute deux ans plus tard au cinéma avec un rôle secondaire dans la comédie Stefano Quantestorie de Maurizio Nichetti. En 1997, elle écrit son premier roman, Figli dell'albergo.
En 1998, elle intègre le large casting de la série Un medico in famiglia et participe aux quatre premières saisons de cette série sur une durée de six années. En 2000, elle partage l'affiche de la comédie Quello che le ragazze non dicono de Carlo Vanzina avec Irene Ferri (it), Martina Colombari et Carlotta Miti (it).
Elle passe à la réalisation en 2004 avec le drame Comunque mia dont elle tient également le principal rôle féminin avec Francesco Martino (it) et Cesare Bocci (it) pour partenaires. Elle joue également dans les deux saisons de la série Amanti e segreti de Gianni Lepre (it).
En 2008, elle tient l'un des principaux rôles de la comédie noire Ho ammazzato Berlusconi de Gian Luca Rossi.
En 2016, elle co-fonde le magazine numérique Ilmondocane.
En 2017, elle incarne la princesse Mathilde de Toscane lors de la manifestation Corteo storico matildico ayant lieu chaque année à Quattro Castella.

## Filmographie

### Comme actrice

#### Au cinéma
- 1993 : Stefano Quantestorie de Maurizio Nichetti
- 1993 : Der Sandmann d'Eckhart Schmidt (de)
- 1995 : Facciamo paradiso de Mario Monicelli
- 2000 : Quello che le ragazze non dicono de Carlo Vanzina
- 2004 : Comunque mia
- 2008 : Ho ammazzato Berlusconi de Gian Luca Rossi
- 2015 : Il professor Cenerentolo de Leonardo Pieraccioni

#### A la télévision
- 1991 : Cristina, l'Europa siamo noi de Francesco Vicario (it)
- 1998 - 2004 : Un medico in famiglia (29 ép.) - Jessica
- 2000 : Provincia segreta de Francesco Massaro
- 2002 : Maria José - L'ultima regina de Carlo Lizzani
- 2004 - 2005 : Amanti e segreti de Gianni Lepre (it)
- 2010 : Le cose che restano de Gianluca Maria Tavarelli (it)
- 2011 : Non smettere di sognare
- 2013 : Un caso di coscienza de Luigi Perelli
- 2016 : Zio Gianni de Sidney Sibilla
- 2017 : Squadra criminale, un épisode

### Comme réalisatrice et scénariste
- 2004 : Comunque mia

## Œuvres littéraires

### Romans
- Figli dell'albergo (1997)
- Capo Danno (1998)
- Il cerchio del destino (2004)
- La camera blu (2007)
- 17 anni 9 mesi 27 giorni (2013)
- Supermarket Porno (2014)